# پتار ملادنوف
پتار ملادنوف (انگلیسی: Petar Mladenov؛ ۲۲ اوت ۱۹۳۶ – ۳۱ مهٔ ۲۰۰۰) یک سیاست‌مدار اهل بلغارستان بود.